# Alexander Klitzpera
Alexander Klitzpera (Munique, 19 de outubro de 1977) é um ex-futebolista alemão que atuava na defesa central.

## Palmarés
- Subida de Divisão para a Bundesliga com a Arminia Bielefeld em 2002.
- Finalista da Taça DFB com a Alemannia Aachen em 2004.[1]
- Subida de Divisão para a Bundesliga com a Alemannia Aachen em 2006.